# Serbosoma zagubicae
Serbosoma zagubicae är en mångfotingart som först beskrevs av Bozidar P.M. Curcic och Makarov 1998.  Serbosoma zagubicae ingår i släktet Serbosoma och familjen Anthroleucosomatidae. Inga underarter finns listade i Catalogue of Life.